# Rydzewo-Gozdy
Rydzewo-Gozdy [pronunciación en polaco: /rɨˈd͡zɛvɔ ˈɡɔzdɨ/] es un pueblo ubicado en el distrito administrativo de Gmina Miastkowo, dentro del Condado de Łomża, Voivodato de Podlaquia, en el norte de Polonia oriental.